# Alan Patrick
Alan Patrick Silva Alves, född 19 juli 1983 i Manaus, är en brasiliansk MMA-utövare som sedan 2013 tävlar i organisationen Ultimate Fighting Championship.